# Michel Rousseau
Michel Rousseau (Parijs, 5 februari 1936 - Saint-Yrieix-la-Perche, 23 september 2016) was een Frans wielrenner.
Rousseau werd in 1956 zowel olympisch als wereldkampioen op de sprint. Rousseau prolongeerde één jaar later zijn wereldtitel bij de amateurs. In 1958 werd Rousseau wereldkampioen op de sprint bij de profs.

## Resultaten
| Jaar | WK                  | Olympische Zomerspelen |
| ---- | ------------------- | ---------------------- |
| 1956 | sprint              | sprint                 |
| 1957 | sprint              |                        |
| 1958 | sprint bij de profs |                        |
| 1959 | sprint bij de profs |                        |
| 1961 | sprint bij de profs |                        |

1896: Paul Masson ·
1900: Albert Taillandier ·
1920: Maurice Peeters ·
1924: Lucien Michard ·
1928: Roger Beaufrand ·
1932: Jacques van Egmond ·
1936: Toni Merkens ·
1948: Mario Ghella ·
1952: Enzo Sacchi ·
1956: Michel Rousseau ·
1960: Sante Gaiardoni ·
1964: Giovanni Pettenella ·
1968: Daniel Morelon ·
1972: Daniel Morelon ·
1976: Anton Tkáč ·
1980: Lutz Heßlich ·
1984: Mark Gorski ·
1988: Lutz Heßlich ·
1992: Jens Fiedler ·
1996: Jens Fiedler ·
2000: Marty Nothstein ·
2004: Ryan Bayley ·
2008: Chris Hoy · 
2012: Jason Kenny · 
2016: Jason Kenny · 
2020: Harrie Lavreysen · 
2024: Harrie Lavreysen
Wielerploegen van Michel Rousseau
R. Altig · 
W. Altig ·
Annaert · 
Anquetil ·
Beaumont · 
Binggeli ·
Claud ·
Cloarec ·
Delattre · 
Dufraisse ·
Elliott ·
Everaert ·
Gandolfo ·
Geldermans ·
Graczyk ·
Janssens ·
Le Dudal · 
Le Her ·
Le Lan ·
Lepolard ·
Queheille ·
Raynal ·
de Roo ·
Robinson ·
Rostollan ·
Rousseau ·
Sciardis ·
Stablinski  ·
Stolker ·
Thomas ·
Varnajo
Adler ·
Aimar · 
Anquetil ·
Berland ·
Bolley ·
Campagnaro ·
Denson ·
Genty ·
Ghisellini ·
Graczyk ·
Grain ·
Grosskost ·
Guillaume ·
Guiot ·
Haast ·
den Hartog ·
Head ·
Jiménez ·
Lemeteyer ·
Locatelli ·
Milesi ·
Novak ·
Pinault ·
Plent · 

Rousseau ·
Sels ·
Theillière ·
Van Neste ·
Wolfshohl · 
Wright